# Macliau
Macliau o Mac-Llau (in latino Macliavus; VI secolo – 577) è stato un vescovo e sovrano celto, figlio del re Waroch I, fu vescovo di Vannes dal 550 fino a quando fu incoronato conte dei Bro Waroch nel 560.

## Biografia
Canao, suo fratello e conte dei Bretoni, aveva ucciso tre dei suoi fratelli pur di assicurarsi il trono. Macliau, ultimo sopravvissuto, era prigioniero del fratello, che aveva intenzione di uccidere anche lui. San Felice, vescovo di Nantes, riuscì a liberarlo, ma alla condizione che gli giurasse fedeltà. Canao, scoprendo questo, ricominciò a perseguitare Macliau, che, impotente, si affilió a Conomor, un altro conte della regione. Questi lo mise sotto terra, fingendo che fosse una tomba, lasciandogli invece un piccolo spiraglio affinché respirasse. Bevve con i signori mandati da Canao sulla tomba stessa e loro riferirono della morte del fratello. Questo consentì a Macliau di essere lasciato in pace e di tornare a competere per il trono a momento debito.
(Gregorio di Tours, Histoire des Francs)
Nel 560, Canao, alleato con Cramno, morì in battaglia. Macliau divenne re. Secondo Gregorio di Tours, si fa ricrescere i capelli, fa tornare a casa moglie e figlio e riprende ad avere rapporti con lei, tanto che verrà poi scomunicato.
Leggendo alcune fonti, sembrerebbe che nel 568 Macliau fosse ancora vescovo perché avrebbe partecipato alla consacrazione di una nuova chiesa a Nantes, uno-due anni dopo il Concilio di Tours (567).
Macliau dovette dividere il reame (Cornou) con Budic II di Bretagna, “un altro dux brittonum” che possiedeva territori confinanti con il Bro-Waroch, passato alla tradizione col soprannome di "Emyr Llydaw" (in lingua latina  Imperator Letaviæ). La parte corrispondente all'attuale Cornovaglia andò a Budic e il paese di Vannes a Macliau. L'accordo di divisione del reame stabiliva che «colui che tra loro fosse sopravvissuto avrebbe difeso i figli dell'altro come se fossero propri». Al momento di questa divisione, Budic ha un figlio, Theuderic (in lingua Gaelica Tewdrig), e Macliau sta per diventare padre del secondo figlio, Jacob, fratello di Waroch.
Budic fu il primo a morire. Macliau, violando il giuramento, diede la caccia a Theuderic e si impossessó della sua parte di regno. Theuderic, dopo alcuni anni di esilio, riunì una armata e affrontò Macliau, uccidendo lui e suo figlio Jacob. Decise di riprendersi solo la sua parte di regno, lasciando quella di Macliau a Waroch II. Quest'ultimo nel 578 non rispetterà questo secondo accordo, occupando militarmente la città di Vannes e diventando sovrano di tutto il Bro-Waroch.
Macliau ebbe appunto come figli Waroch II e Jacob. Regnò fino al 577 quando gli successe Waroch II.
Il ricercatore francese Goulven Péron ha dimostrato che le storie su Macliau erano più leggenda che storia e che il personaggio di "Macliau de Vannes" è stato molto costruito da Gregorio di Tours, o da qualcuna delle sue fonti, a partire da quello di "Maclocunus", re di Gwynedd nel VI secolo (Maelgwn ap Cadwallon anche conosciuto come Maelgwn de Gwynedd). Quanto alle guerre condotte dai suoi figli e dal figlio di Budic, Theuderic,  rinviano quasi certamente a dei conflitti tra "Iacobus" re di Gwynedd (Iago de Gwynedd o Iago ap Beli) e Theodric di Bernicia. Le informazioni su Maelgwn de Gwynedd provengono da Gildas, che lo include tra i cinque re Britannici che allegoricamente condanna nel suo De excidio Britanniae.
Secondo diversi autori, Macliau ebbe a che vedere anche con le vicende di Padarn/Paterno di Vannes, vescovo che apparteneva alla famiglia dei Padarns e aveva partecipato al Concilio di Tours (461). Macliau e la sua corte avrebbero "sradicato" le famiglie dei Padarns e dei Conans (discendenti da Cadfan) e trasformato il nome del loro antenato Keben in quello di una donna che porta sfortuna. Poiché ci fu una carestia di tre anni in Armorica, spinto dal popolo, Macliau avrebbe autorizzato la sepoltura di Padarn: una parte dei resti furono messi in un lotto di terra donato da un abitante del luogo, una parte nel Kastell (trasformato in Chiesa) e una parte inviati nella chiesa di origine a Gwynedd.
Altri autori, però, ritengono che l'incontro con Padarn appartenga a Maelgwn de Gwynedd, che cercò di cacciarlo dalle terre del suo monastero. Secondo la narrazione, due degli araldi di Maelgwn furono neutralizzati da un giudizio per mezzo di una ordalia con l'acqua bollente, da cui furono scottati e sconfitti. Si raccontò che le loro anime volarono sotto forma di corvi sul letto del fiume. Maelgwn Gwynedd stesso sarebbe stato curato dalla sua malattia e dalla sua cecità quando tornò in ginocchio a chiedere perdono e concedere terre alla comunità di Padarn.

## Influenze successive
Alcuni autori ritengono che la figura di Macliau sia stata di ispirazione per la successiva rappresentazione di quella di Méliau/Milio di Cornovaglia. Egli fu ucciso con suo figlio Mélar, come probabile risultato di un conflitto intradinastico. Il personaggio letterario di Méliau, monarca che elargì molti benefici (secondo la vita di Malo redatta intorno all'870 dal diacono Bili), ricorda la figura storica di Macliau, sebbene quest'ultimo fosse molto meno benevolente. Ma la morte in battaglia insieme al figlio e la protezione ricevuta da parte di un altro conte possono aver ispirato l'agiografia Melariana.